# Салтыковка (станция)
Салтыко́вка — железнодорожная станция Приволжской железной дороги на  
линии Ртищево — Саратов. Расположена в селе Салтыковка Ртищевского района Саратовской области. Через станцию осуществляются пассажирские перевозки на  Балашов, Ртищево, Москву, Саратов.

## История
Открыта в 1871 году как станция линии Тамбов-Саратов при селе Салтыковка Ртищевского района Саратовской области. 

## Деятельность
На станции осуществляются:
- продажа пассажирских билетов;
- прием и выдача багажа;
- приём и выдача повагонных отправок грузов (открытые площадки);
- приём и выдача повагонных и мелких отправок (подъездные пути).[5]

## Дальнее следование по станции
| № поезда | Маршрут движения               | № поезда | Маршрут движения               |
| -------- | ------------------------------ | -------- | ------------------------------ |
| 17       | Саратов — Москва               | 18       | Москва — Саратов               |
| 339      | Новороссийск — Нижний Новгород | 340      | Нижний Новгород — Новороссийск |